# Geisig

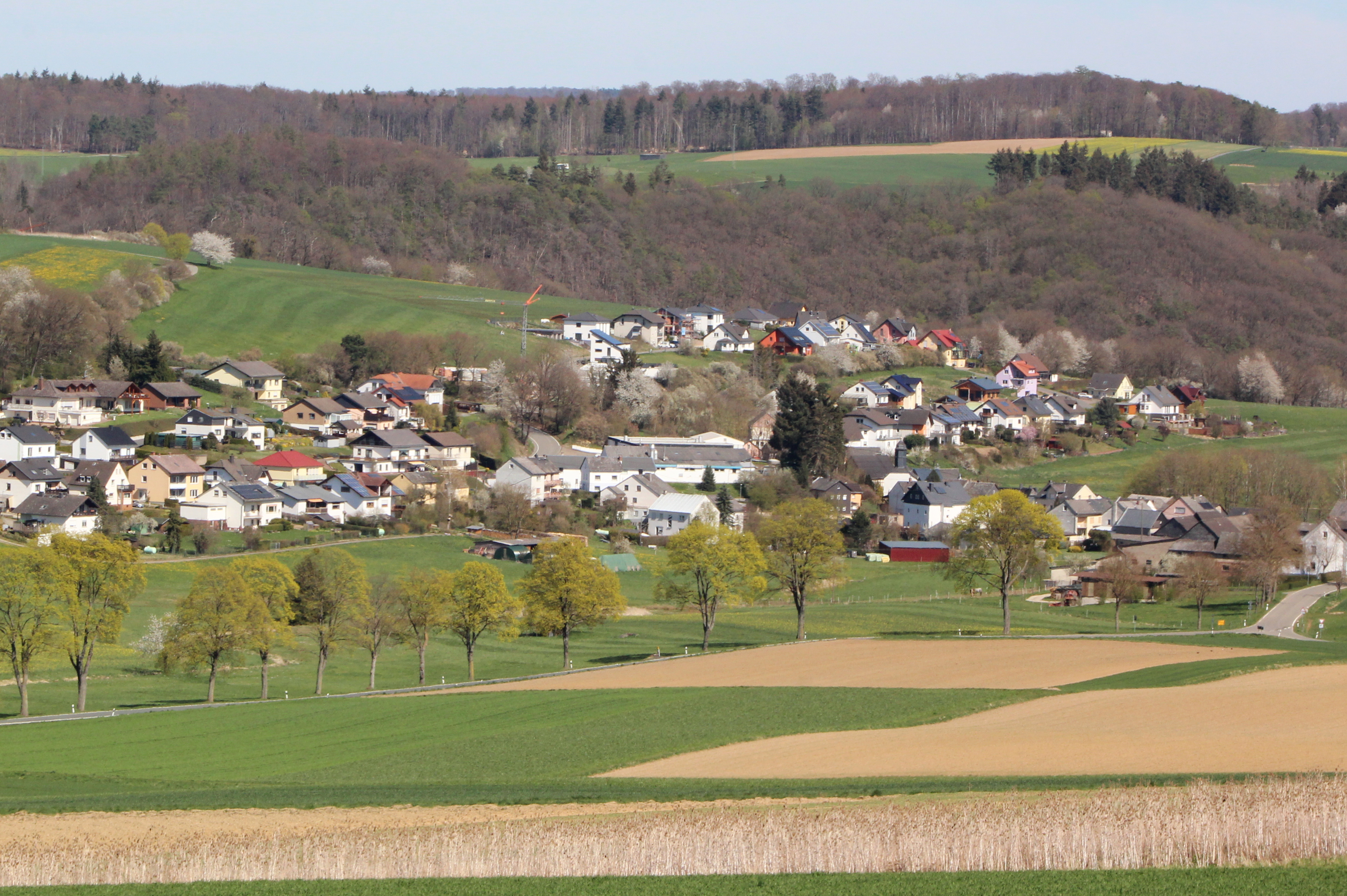
Ansicht von Geisig

Geisig ist eine Ortsgemeinde im Rhein-Lahn-Kreis in Rheinland-Pfalz. Sie gehört der Verbandsgemeinde Bad Ems-Nassau an.

## Geographie
Geisig liegt im Taunus (westlichen Hintertaunus) im sogenannten Blauen Ländchen nordwestlich von Nastätten. Zu Geisig gehören auch die Wohnplätze Dickmühle, Habbesmühle und Weidenmühle.

## Geschichte
In unmittelbarer Nähe zu Geisig befand sich der römische Limes.
Geisig wurde um 1250 zunächst als Geisecho und um 1260 als Geiseche erstmals urkundlich erwähnt. Der Name des Ortes kommt von Geisaha und bedeutet so viel wie der sprudelnde Bach, wahrscheinlich die Bezeichnung für den Hombach.
Geisig gehörte zum später „Vierherrisches auf dem Einrich“ genannten Kondominium, das im gemeinschaftlichen Besitz von Hessen-Kassel und verschiedener Linien von Nassau war. Es war zuletzt bis 1774 dem nassau-saarbrückischen Quartier zugeordnet. Es kam danach zum Amt Nassau, das sich zu der Zeit im gemeinsamen Besitz von drei nassauischen Linien befand. Im Jahr 1806 kam Geisig zum Herzogtum Nassau, das 1866 vom Königreich Preußen annektiert wurde.
Die Einwohnerschaft entwickelte sich im 19. und 20. Jahrhundert wie folgt: 1843: 295 Einwohner, 1927: 298 Einwohner, 1964: 391 Einwohner.

## Politik

### Gemeinderat
Der Gemeinderat in Geisig besteht aus acht Ratsmitgliedern, die bei der Kommunalwahl am 9. Juni 2024 in einer Mehrheitswahl gewählt wurden, und dem ehrenamtlichen Ortsbürgermeister als Vorsitzendem.

### Bürgermeister
Thomas Heymann wurde am 8. Juli 2024 Ortsbürgermeister von Geisig. Bei der Direktwahl am 9. Juni 2024 war er als einziger Bewerber mit einem Stimmenanteil von 88,6 % gewählt worden.
Heymanns Vorgänger Frank Alberti übte das Amt von Juni 2019 bis Juli 2024 aus und war zur Wahl 2024 nicht erneut als Ortsbürgermeister angetreten. Zuvor hatten Dirk Best (seit 2014) und für einen Zeitraum von 17 Jahren Anita Krebs das Amt inne.

### Wappen
| Wappen von Geisig | Blasonierung: „Über blauem Wellenschildfuß in Gold ein schwarzes Giebelhaus, belegt unten mit einem an den blauen Wellenschildfuß stoßenden silbernen Mühlrad und oben im Giebel mit silbernem Fachwerk, ferner begleitet – jeweils schräg der Dachneigung folgend – oben rechts von einem grünen Lindenast mit drei fallenden Blättern und oben links von einer grünen Ähre.“ |
| Wappen von Geisig | |

## Sehenswertes
- Kapelle (Ersterwähnung 1480) und Kirche aus dem 16. Jahrhundert. Letztere wurde von einem Ahnherrn des Freiherrn vom und zum Stein erbaut.
- Das alte Backhaus wurde renoviert und ist noch in Betrieb.
- Als Denkmäler im UNESCO-Welterbe gelten auch der Obergermanisch-rätische Limes und einige Hügelgräber.

Siehe auch: Liste der Kulturdenkmäler in Geisig

## Wirtschaft und Infrastruktur

### Verkehr
Es besteht eine Anbindung an das Busnetz der RMV.

### Tourismus
Touristen finden in Geisig zahlreiche Möglichkeiten sich auf Wander- und Radwegen, wie dem Lahn-Taunus-Wanderweg durch das Mühlbachtal, dem Limeswanderweg, dem Deutschen Limes-Radweg zu erholen. Als besondere Feste im Ort gelten die Gaasjer Fasenacht und das traditionelle Erntedankfest.

### Öffentliche Einrichtungen
An öffentlichen Einrichtungen besitzt der Ort das Feuerwehrhaus (Träger ist die Verbandsgemeinde Bad Ems-Nassau), ein eigenes Gemeindezentrum Hombachtal, den Kindergarten „Panama“ (Träger ist die Verbandsgemeinde Bad Ems-Nassau) und einen großen Kinderspielplatz „Unser kleines Fort“.